# Last Christmas
„Last Christmas” (hrv. Prošli Božić) božićna je pjesma britanskog sastava Wham! objavljena u prosincu 1984. kao singl s albuma Music from the Edge of Heaven. B-strana singla jest pjesma "Everything She Wants". 
Postala je najpoznatijom pjesmom sastava, ali i jednom od najpoznatijih božićnih pjesama uopće, koju su od izvornog objavljivanja obradili poznati brojni pjevači i glazbeni sastavi na svojim božićnim albumima. Često se pojavljuje i u popularnoj kulturi, posebice filmovima i televizijskim serijama.
S postignutom prodajom od više 3,7 milijuna primjeraka izvornog Wham-ovog izdanja, pjesma je postala najprodavanija pjesma u Ujedinjenom Kraljevstvu koja nije zauzela prvo mjesto na nacionalnoj glazbenoj ljestvici.

## Poveznice
- Božićne pjesme